# Romántica dulzura
Romántica dulzura, conocida paralelamente como La viuda, es una obra comenzada a principios de los años 1960 por el pintor y escultor español Guillermo Silveira (1922-1987). Está pintada al óleo sobre tablex y sus dimensiones son de 75 x 50 cm.
Como se desprende de una fotografía en blanco y negro de la misma publicada por el corresponsal del diario Hoy con ocasión de la muestra celebrada en el Liceo de Mérida en diciembre de 1961, en años posteriores el artista realizó una serie de modificaciones en relación con el cuadro original (algo relativamente habitual en el conjunto de su producción), sin que en ningún momento se pueda hablar de dos piezas diferentes. 
Se conoce también en tal sentido que junto con otras obras como El puente (ant. 1960), La caseta (1968), Pan humilde (c. 1975), Tierra parda (1985), etcétera, formaba parte de la colección privada del autor en el momento de su fallecimiento.

## Certámenes y exposiciones
- «Exposición de Óleos de Guillermo Silveira García-Galán». Sala de exposiciones de la Sociedad de Instrucción y Recreo Liceo de Mérida (Badajoz), 11-17 de diciembre de 1961 (n.º 2).[4]
- «X Exposición Provincial de Arte de la Obra Sindical de Educación y Descanso». Badajoz, julio de 1962.[4]
- «XX Exposición Nacional de Arte de la Obra Sindical de Educación y Descanso». Sevilla, 15-29 de diciembre de 1962 (n.º 33). Tasada en caso de venta en 3000 pesetas.[5][4]
- «GUILLERMO SILVEIRA – UN PUÑETAZO DE ALMA». Sala Espacio CB Arte de la Fundación CB de Badajoz. Avda. Santa Marina n.º 25, 11-29 de enero de 2022.[6]

### Hemerografía
- Díaz Santillana, Santos (22 dic. 1961). «Exposición de pintura de Guillermo Silveira en el Liceo de Mérida». Hoy (Badajoz): 5.

- Datos: Q123555088